# Leila Kais
Leila Kais (geb. am 10. Januar 1968 in Überlingen) ist eine deutsche Autorin, Literaturübersetzerin und Dolmetscherin.

## Leben
Kais studierte Philosophie, Literaturwissenschaft und Kunst. Sie lebt in Hergensweiler und arbeitet als Übersetzerin für Englisch sowie australisches und amerikanisches Englisch. Ein besonderer Interessenschwerpunkt von Kais' Arbeit ist das Wirken des deutsch-jüdischen Mediziners Oscar Levy, der die Werke Friedrich Nietzsches ins Englische übersetzte. Levys Engagement für Nietzsches Schriften war auch Thema von Kais' Dissertation. Sie wurde im Jahr 2010 zum Thema "Oscar Levy und die Einführung Nietzsches in England’’ an der Berliner Humboldt-Universität promoviert.
Kais ist seit 1994 aktiv im Bundesverband der Dolmetscher und Übersetzer und Mitglied des Verbandes deutscher Schriftstellerinnen und Schriftsteller sowie des Verbandes deutschsprachiger Übersetzer literarischer und wissenschaftlicher Werke e. V. (VdÜ).
Publikationen:
- Als Adam lachte. Nietzsches Konzeption des Nihilismus und der Welt danach, Parerga 2006, ISBN 978-3-937262-28-4.
- Le Nietzschéanisme, c'est moi. Oscar Levy und die Einführung Nietzsches in England, Parerga 2010, ISBN 978-3-937262-93-2.
- Hrsg.: Oscar Levy. Der Idealismus ein Wahn. Parerga 2006, ISBN 978-3-930450-96-1.
- Hrsg.: Das Daedalus-Prinzip. Ein Diskurs zur Montage und Demontage von Ideologien. Parerga 2009, ISBN 978-3-937262-88-8.